# Бхола (циклон)
Циклон Бхола — разрушительный тропический циклон, поразивший территории Восточного Пакистана и индийской Западной Бенгалии 12 ноября 1970 года. Наиболее смертоносный тропический циклон (ранее таковым считался циклон в Коринге) и одно из самых губительных стихийных бедствий в современной истории. До полумиллиона человек погибли вследствие удара штормового прилива, затопившего множество низкорасположенных островов дельты Ганга. Это был шестой по счёту штормовой циклон в сезоне ураганов северного Индийского океана 1970 года и наиболее сильный в этом году, достигший по шкале Саффира — Симпсона силы урагана 4-й категории.
Циклон сформировался над центральной частью Бенгальского залива 8 ноября, после чего стал смещаться на север, набирая при этом силу. Пика своей мощности он достиг 11 ноября, и на следующий день вечером произошёл контакт с береговой линией Восточного Пакистана. Штормовой прилив опустошил многочисленные прибрежные острова, сметая на своём пути целые деревни и разрушая сельскохозяйственные угодья региона. В наиболее пострадавшем районе страны — упазиле Тазумуддин — погибло более 45 % из 167-тысячного населения.
Пакистанское правительство во главе с генералом Яхья Ханом было подвергнуто острой критике за медлительные действия по ликвидации последствий стихийного бедствия, как со стороны политических лидеров Восточного Пакистана, так и со стороны международных средств массовой информации. На последовавших в декабре 1970 года первых парламентских выборах в истории страны восточнопакистанская оппозиционная партия Авами Лиг одержала сокрушительную победу, а продолжавшееся противостояние вылилось в войну за независимость, результатом которой стало создание государства Бангладеш. Из культурологических последствий природной катастрофы следует выделить организацию бывшим участником The Beatles Джорджем Харрисоном в 1971 году благотворительного «Концерта для Бангладеш» по сбору средств для жертв циклона Бхола, заложившего тем самым основы проведения мероприятий подобного рода.

## Метеорологическая история

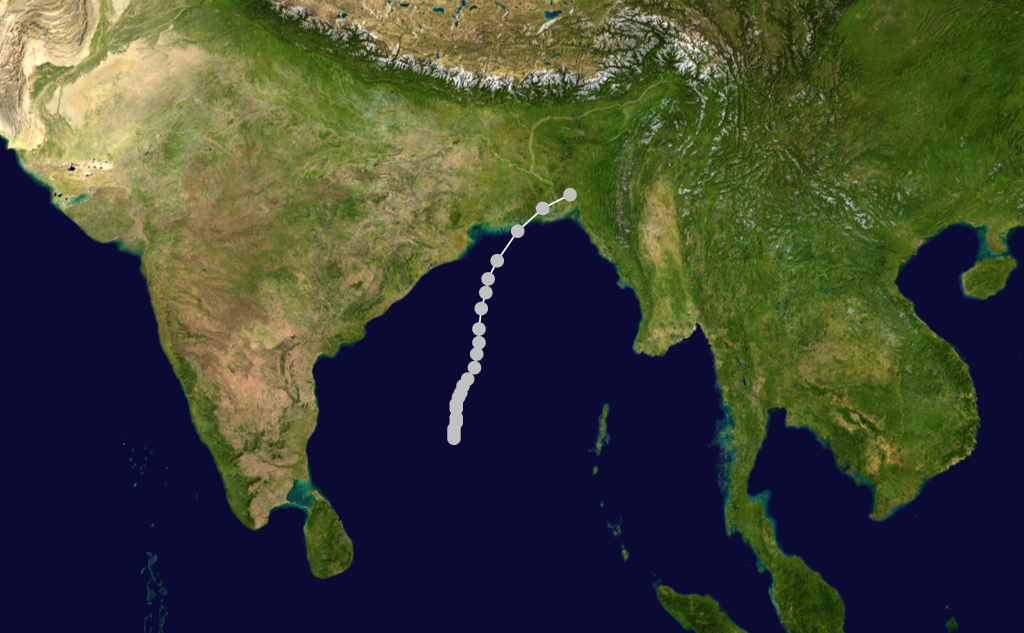
Траектория движения циклона Бхола

Остатки тихоокеанского тропического шторма Нора, прокатившегося над Южно-Китайским морем, 5 ноября пересекли Малайский полуостров и продолжили движение на запад. Утром 8 ноября эти остаточные явления развились в новую тропическую депрессию над центральной частью Бенгальского залива. Депрессия продолжала набирать силу, постепенно смещаясь на север, и на следующий день Индийский метеорологический департамент присвоил ей статус штормового циклона. Почти застопорившись на целый день в точке 14°50′ с. ш. 87°00′ в. д., к 10 ноября шторм ускорил своё движение на север.
11 ноября мощь стихии вновь возросла, и, оказавшись в верхней части Бенгальского залива, она повернула на северо-восток. В области вращения циклона сформировался чётко выраженный глаз бури, и сила шторма достигла своего пика с устойчивой скоростью ветра в 240 км/ч и атмосферным давлением в 720 миллиметра ртутного столба, что соответствовало по шкале ураганов Саффира — Симпсона урагану 4-й категории. Вечером 12 ноября циклон обрушился на побережье Восточного Пакистана, что приблизительно совпало по времени с наступлением местного прилива. Оказавшись над сушей, система урагана стала слабеть, сохраняя при этом силу штормового циклона до 13 ноября, что было зафиксировано примерно в 100 километрах к югу-юго-востоку от Агарталы. Вечером того же дня шторм стремительно растерял свою былую мощь, переродившись в область низкого давления над южной частью индийского штата Ассам.

## Подготовка к встрече шторма
Индийское правительство получало многочисленные сообщения с кораблей из акватории Бенгальского залива, обрисовывающие метеорологическую информацию о циклоне, однако в индо-пакистанских отношениях по-прежнему преобладала враждебность. Поэтому эта информация не была передана Пакистану, и считается, что большая часть населения восточной провинции была застигнута стихией врасплох. Кроме того, существовали признаки того, что существовавшая восточнопакистанская система штормовых предупреждений не функционировала должным образом, что повлекло за собой многочисленные жертвы. В течение 12 ноября Пакистанский метеорологический департамент выпустил сообщение с призывом о подготовке к стихийному бедствию в прибрежных районах. С приближением шторма к берегу пакистанское радио передало сигнал об исключительной опасности. Однако, как констатировали потом выжившие, этот сигнал мало значил для всех них, хотя и признавали, что им было известно, что сигнал тревоги № 1 означал наивысшую степень угрозы. Считается, что 90 % населения региона были оповещены об ударе циклона, но только около одного процента посчитало необходимым искать убежище в каких-либо укреплённых сооружениях. Драматизм ситуации только усиливали низменный рельеф местности, где толком негде было спрятаться от наводнения, неразвитая дорожная сеть и дефицит моторизованного водного транспорта, исключавшие возможность оперативной широкомасштабной эвакуации.
Разрушительные циклоны октября 1960 года, ставшие причиной гибели как минимум 16 000 человек в Восточном Пакистане, подтолкнули пакистанское правительство обратиться к США за помощью в разработке системы предотвращения грядущих стихийных бедствий. Национальный центр прогнозирования ураганов США, в лице директора Гордона Данна, провёл детальное исследование, результатом которого стал отчёт, переданный пакистанцам в 1961 году. Однако правительство рекомендации отчёта Данна так и не выполнило.

## Воздействие

Шествие циклона Бхола
(области, наиболее пострадавшие от удара стихии, выделены красным)

Побережье Бенгальского залива весьма уязвимо для последствий тропических циклонов, и к 1970 году местная история насчитывала уже как минимум шесть разрушительных циклонов, суммарно унёсших жизни более ста тысяч человек. Бхола не был и самым мощным, циклон Бангладеш 1991 года, прошедший в том же регионе, был существенно сильнее — в момент выхода на сушу устойчивая скорость ветра достигала 250 км/ч, что соответствовало предельным показателям урагана 4-й категории.
Тем не менее именно Бхола стал самым смертоносным тропическим циклоном и одним из самых губительных стихийных бедствий в новейшей истории. Точное число жертв циклона определению не подлежит и оценивается в промежутке от 300 000 до 500 000 человек. Сравнимое число людей погибло в результате Таншаньского землетрясения 1976 года и землетрясения в Индийском океане 2004 года, но неопределённость в количестве жертв во всех трёх природных катастрофах не позволяет установить, какая из них была наиболее гибельной.

### Восточный Пакистан
Метеорологическая станция в Читтагонге, находившаяся в 95 километрах к востоку от места контакта шторма с сушей, успела зафиксировать скорость ветра в 144 км/ч перед тем, как её анемометр был снесён бурей примерно в 22:00 UTC. Около 45 минут спустя корабль, стоявший в порту на якоре в той же области, зарегистрировал порывы с максимальной скоростью в 222 км/ч. Столкнувшись с земной поверхностью, ураган вызвал в дельте Ганга штормовой прилив 10-метровой высоты. В порту Читтагонга волны достигали высоты в 4 метра над уровнем моря, средняя высота штормового прилива составила 1,2 метра.
Пакистанское радио сообщило о том, что на 13 островах вблизи Читтагонга выживших нет. Облёт пострадавших территорий продемонстрировал полное разрушение построек на острове Бхола, полное уничтожение урожая риса на островах Бхола, Хатия и в прибрежной материковой зоне. Несколько морских кораблей в портах Читтагонг и Монгла получили повреждения, аэропорты Кокс-Базара и Читтагонга на несколько часов оказались под метровым слоем воды.
Общее число пострадавших от разгула стихии превысило 3,6 миллиона человек, суммарный ущерб от последствий оценивался в 86,4 миллиона $ в ценах 1970 года, что в ценах 2017 года соответствует 541,2 миллионам $. По сведениям уцелевших, порядка 85 % домов в районе прохода циклона было полностью уничтожено либо серьёзно повреждено, наибольшего масштаба разрушения достигли в прибрежной зоне. Девяносто процентов морских рыбаков области понесли тяжёлые потери, включая уничтожение девяти тысяч рыболовецких шхун. Из 77 000 местных рыболовов — 46 000 погибли, а 40 % выживших были тяжело травмированы. Всего около 65 % производственной мощности рыбного хозяйства было уничтожено штормом, что особенно болезненно — в этом регионе до 80 % белковой пищи населения составляла рыба. Сельское хозяйство пострадало в равной степени, понеся убытки в размере 63 миллионов долларов стоимости погибших зерновых культур и 280-тысячного поголовья крупного рогатого скота. Спустя три месяца после катастрофы, 75 % населения получало продукты питания от организаций по оказанию гуманитарной помощи, и для более 150 000 человек эти продукты составляли половину их рациона.

### Индия
Циклон принёс обильные дожди в провинцию Андаманские и Никобарские острова, особо сильные ливни отмечались 8 и 9 ноября. В Порт-Блэре, 8 ноября, уровень осадков составил 130 мм, повсеместно на островах фиксировали множество наводнений. 5500-тонное грузовое судно «Махаджагмитра», следовавшее по маршруту из Калькутты в Кувейт, затонуло 12 ноября вместе со всем экипажем из 50 человек. Судно успело передать сигнал бедствия и сообщить о присутствии ветра ураганной мощности. Проливные дожди также широко распространились по территории Западной Бенгалии и южного Ассама. Дожди нанесли ущерб жилому фонду и сельскохозяйственным культурам в обоих индийских штатах, наибольший вред отмечался в самых южных районах.

### Количество жертв
| Оценочный ущерб от циклона Бхола          |                                               |  |          |  |
|                                           |                                               |  |          |  |
|                                           | Общее количество пострадавшего населения      |  | 4,7 млн  |  |
|                                           | Убытки сельского хозяйства                    |  | 63 млн $ |  |
|                                           | Убыль крупного рогатого скота                 |  | 280 000  |  |
|                                           | Убыль поголовья домашней птицы                |  | 500 000  |  |
|                                           | Разрушено домов                               |  | 400 000  |  |
|                                           | Разрушено школ                                |  | 3500     |  |
|                                           | Уничтожено рыболовных шхун (морских)          |  | 9000     |  |
|                                           | Уничтожено рыболовных лодок (внутренние воды) |  | 90 000   |  |
| Примечание:                               |                                               |  |          |  |
| Данные на июнь 1971 года                  |                                               |  |          |  |
| Источник: American Meteorological Society |                                               |  |          |  |

Совместная научно-исследовательская лаборатория по борьбе с холерными заболеваниями Пакистана и стран СЕАТО провела два медицинских обследования: первое в ноябре 1970, второе в феврале — марте 1971 года. Целью первого обследования явилось определение мер немедленного медицинского воздействия для пострадавших областей. Второе, более детальное обследование ставило перед собой задачу разработать программу планирования долговременной помощи и восстановления.
По результатам первого обследования было установлено, что содержание соли в поверхностных водах сопоставимо с водой из колодцев, за исключением Судхарама, расположенного в упазиле Ноакхали Садар округа Ноакхали. Там вода была непригодна для питья, поскольку содержание соли в ней составляло 0,5 %. Уровень смертности оценивался в 14,2 %, что было эквивалентно 240 000 погибших. Характер типичных травм, как правило, не включал незначительные телесные повреждения. Преобладали сильные царапины конечностей и корпуса, указывавшие на то, что уцелевшие пострадавшие цеплялись за деревья, руины собственных жилищ, чтобы их не снесло штормом. Первые недели существовали опасения возникновения вспышек эпидемий холеры и брюшного тифа, но обследование не выявило следов присутствия холеры, оспы либо другого эпидемического заболевания в районах, пострадавших от стихийного бедствия.
Выводы второго обследования содержали несколько преуменьшенные оценки, поскольку сразу несколько групп населения в этих опросах уже не фигурировало. 100 000 сезонных рабочих, отправившихся на сбор рисового урожая в другие части страны, уехавшие за три прошедших месяца полностью разорённые семьи и просто люди, пожелавшие покинуть опасный регион, — все эти слои населения не включались в отчёт, также отсеивались слухи и явные преувеличения. В итоге результирующая сумма сократилась, и отчёт заключал, что общее количество жертв циклона Бхола было минимум 224 000 человек. Наиболее пострадавшей областью стала упазила Тазумуддин, где погибло 46,3 % населения, что составляло более 77 тысяч человек. Общий уровень смертности в области, затронутой катастрофой, определялся в 16,5 %.
Итоговые данные обследований выявили, что наибольший коэффициент выживаемости наблюдался среди мужчин в возрасте от 15 до 49 лет, в то время как более половины всех смертей пришлось на детей до 10 лет, которые формировали собой треть населения области до трагедии. Таким образом, циклон и его последствия погубили избирательные группы людей в виде детей, больных и стариков. Спустя месяцы после шторма уровень смертности в районе, поражённом стихией, был ниже, чем в регионе с лабораторным контролем в окрестностях Дакки. Выводы научно-исследовательской лаборатории показывают, что во время урагана погибли наименее жизнеспособные индивиды.

## Последствия

### Реакция правительства
На следующий день после того, как шторм обрушился на побережье, три пакистанских канонерки и госпитальное судно с медперсоналом и необходимым оборудованием вышли из Читтагонга в направлении островов Хатия, Сандвип и Кутубдия. Подразделения пакистанской армии смогли добраться до многочисленных пострадавших территорий спустя два дня после выхода циклона на сушу. Президент Пакистана Яхья Хан, вернувшись из государственного визита в Китай, облетел зону бедствия 16 ноября, после чего отдал приказ приложить все усилия для оказания помощи жертвам трагедии. Кроме того, он приказал приспустить флаги и анонсировал день национального траура на 21 ноября — по прошествии недели после удара стихии.
Десять дней спустя военно-транспортный самолёт и три самолёта для опыления сельскохозяйственных культур были направлены пакистанским правительством для спасательных работ. Также сообщалось о невозможности переправить военные вертолёты в восточную провинцию, поскольку индийское правительство не предоставило возможность беспрепятственно пересечь своё воздушное пространство. Эти обвинения отрицались индийской стороной. К 24 ноября правительство страны выделило 116 миллионов долларов для финансирования спасательных операций в районе стихийного бедствия. В тот же день Яхья Хан прибыл в Дакку для непосредственного контроля за ходом спасательных работ. Губернатор Восточного Пакистана, вице-адмирал Саед Мохаммад Ахсан, отверг обвинения в том, что вооружённые силы действовали недостаточно быстро, и заявил, что всё необходимое было доставлено во все очаги зоны бедствия, за исключением нескольких небольших участков.
Через неделю после вторжения циклона президент Яхья Хан признал, что его правительство допустило «просчёты» и «ошибки» при ликвидации последствий, посетовал на недостаточное осознание масштабов трагедии. Также он подтвердил, что назначенные на 7 декабря всеобщие парламентские выборы пройдут в срок, хотя в восьми или девяти наиболее пострадавших округах могут быть задержки по срокам, но явственно пресёк слухи о том, что выборы могут быть перенесены.
По мере эскалации конфликта между Восточным и Западным Пакистаном в марте 1971 года, представительства двух правительственных организаций в Дакке, занимавшихся ликвидацией последствий природной катастрофы, закрывались как минимум на две недели: сперва из-за всеобщей забастовки, а потом из-за запрета деятельности правительственных организаций в Восточном Пакистане, наложенного Авами Лиг. Спасательные работы на местах при этом продолжались, но долгосрочное планирование было свёрнуто.

### Критика действий правительства
Политическая элита Восточного Пакистана была настроена крайне критически по отношению к первичной реакции центрального правительства на стихийное бедствие. В своём заявлении, подписанном одиннадцатью восточнопакистанскими политическими лидерами, опубликованном спустя десять дней после удара циклона, они обвиняли правительство в «грубом пренебрежении, чёрством безразличии и полном равнодушии». Также они вменяли в вину президенту страны преуменьшенное отражение ситуации в средствах массовой информации. 19 декабря по улицам Дакки прошли студенты с маршем протеста против медлительности правительственных действий. 24 ноября, на митинге, перед 50-тысячной толпой выступил Мауляна Абдул Хамид Хан Бхашани, в своей речи он клеймил неэффективность деятельности пакистанского президента и потребовал его отставки. Другие политические противники президента признали его работу бездарной и неуклюжей, некоторые предложили уйти в отставку.
Пакистанское отделение Красного Полумесяца стало осуществлять свою деятельность вне зависимости от государственного руководства после споров, возникших из-за того, что пакистанский Красный Полумесяц принял пожертвование в виде 20 спасательных рафтов от британского Красного Креста. Компания по производству пестицидов вынуждена была ожидать двое суток разрешения на эксплуатацию двух своих самолётов-опыливателей, находившихся в стране, чтобы доставлять гуманитарную помощь в пострадавшие регионы. Ко всему прочему, пакистанская администрация выделила для спасательных миссий один-единственный вертолёт, мотивировав это тем, что вертолётный парк Западного Пакистана не приспособлен под доставку грузов.
Репортёр Pakistan Observer, который провёл неделю в начале января 1971 года в областях, наиболее пострадавших от стихийного бедствия, сообщал, что так и не увидел ни одной палатки, организованной службой спасения для укрытия выживших, после чего пришёл к выводу о том, что средства, выделенные для этих целей, недостаточны. В остальном, передовицы Pakistan Observer регулярно контрастировали с публикациями правительственных газет, с заголовками типа «Координация спасательных работ отсутствует» против «Спасательные работы идут гладко». В январе, самом холодном периоде года в Восточном Пакистане, Национальный комитет помощи и реабилитации, возглавляемый главным редактором бенгальской газеты The Daily Ittefaq, констатировал, что тысячи уцелевших «проводят свои дни под открытым небом». Представитель комитета утверждал, что семьи, оставшиеся бездомными из-за циклона, получили по 250 рупий (55 $ в ценах 1970 года / 279 $ в ценах 2007 года) на восстановление своих жилищ, но поскольку этих средств было явно недостаточно, то представитель выражал опасение, что выжившие будут вынуждены попросту проесть эти деньги.

### Политические последствия
Авами Лиг, крупнейшая восточнопакистанская политическая партия, возглавляемая Муджибуром Рахманом, получила абсолютное большинство голосов на национальных выборах в декабре 1970 года, в том числе вследствие неудовлетворительных действий центрального правительства по ликвидации последствий циклона Бхола. Выборы в национальный и провинциальный советы в пострадавших округах были перенесены на 17 января 1971 года.
Неповоротливые темпы спасательных работ только усиливали озлобленность и ощущение обиды в Восточном Пакистане и способствовали местному движению сопротивления. Субсидии поступали медленно, транспорт неторопливо доставлял остро необходимые средства в опустошенные штормом территории. В марте 1971 года напряжение непрерывно нарастало, провинцию стали покидать иностранные специалисты, опасаясь всплесков насилия. В дальнейшем ситуация продолжила ухудшаться и переросла в войну за независимость, начавшуюся 26 марта. Позднее, в декабре того же года, этот конфликт расширился в третью индо-пакистанскую войну, которая увенчалась созданием государства Бангладеш. Произошедшие события можно считать одним из первых случаев, когда природное явление спровоцировало гражданскую войну, последующую внешнюю интервенцию третьей силы и распад одной страны на два независимых государства.

### Реакция международного сообщества
Индия стала одним из первых государств, предложивших Пакистану свою помощь. Несмотря на сохранявшуюся враждебность в отношениях между двумя странами, индийцы обязались выделить к концу ноября 1,3 миллиона долларов (в ценах 1970 года / 6,9 миллиона $ в ценах 2007 года) для ликвидации последствий катаклизма. Однако пакистанское правительство отказалось принять эту помощь воздушным транспортом, вынудив индийцев переправлять её в Восточный Пакистан автодорогами, что только замедлило сроки доставки. Кроме того, индийское руководство заявило, что пакистанцы не позволили военно-транспортным самолётам, вертолётам и кораблям из Западной Бенгалии участвовать в спасательной операции.
Президент США Ричард Никсон направил 10 миллионов долларов (в ценах 1970 года / 53 миллиона $ в ценах 2007 года) на закупку продуктов, одеял, палаток и остальных необходимых грузов для уцелевших жертв стихии, посол США в Пакистане заверил, что он «будет содействовать властям Восточного Пакистана любыми возможными способами». Шесть вертолётов, 4 из США и 2 со спасательной станции в горах Непала, отправились в восточнопакистанскую провинцию. Порядка 200 000 тонн пшеницы были отправлены из портов США в пострадавший регион. К концу ноября в зоне стихийного бедствия работали уже 38 вертолётов, десять из которых были британскими, ещё десять принадлежали американцам. Для распространения гуманитарной помощи американцы предоставили 50 небольших лодок, британцы ещё 70.
Гуманитарная неправительственная организация CARE в течение недели после удара циклона не могла организовать поставки своих грузов из-за нежелания предоставлять пакистанскому правительству право их распределения. Впрочем, к январю ей удалось достичь соглашения на постройку 24 000 бетонных домов общей стоимостью 1,2 миллиона долларов (в ценах 1971 года / 6,1 миллиона $ в ценах 2007 года). Задержки, с которыми пакистанские власти определяли назначение средств, вызывали озабоченность со стороны американцев, в итоге к марту 1971 года 7,5 миллиона долларов (в ценах 1970 года / 39,7 миллиона $ в ценах 2007 года), выделенные Конгрессом США, так и не были переданы. Большая часть денег предназначалась для восстановления жилищ и строительства специализированных убежищ от тропических циклонов. Американский Корпус мира планировал направить в зону бедствия группу добровольцев, но эта инициатива была отклонена пакистанским правительством.
Оперативная группа Королевского флота Великобритании, во главе с авианосцами «Триумф» и «Интрепид», отбыла из Сингапура в Бенгальский залив со спасательной миссией. Корабли везли с собой груз из восьми вертолётов и восьми десантных катеров, а также аварийно-спасательные команды и средства снабжения. Пятьдесят солдат на двух вертолётах вылетели впереди корабельного соединения для осмотра района катастрофы и участия в спасательных работах. Британский конвой прибыл к пакистанскому берегу 24 ноября, и 650 военнослужащих незамедлительно включились в работы, доставляя грузы к прибрежным островам на десантных катерах. Британский комитет по ликвидации последствий стихийных бедствий организовал акцию по сбору средств пострадавшим Восточного Пакистана, собрав таким образом 1,5 миллиона фунтов стерлингов (в ценах 1970 года / 33 миллиона £ в ценах 2005 года).
Канадское правительство обязалось выделить 2 миллиона долларов помощи. Франция и ФРГ отправили свои вертолёты и различные материалы и оборудование стоимостью 1,3 миллиона долларов. Папа Римский Павел VI призвал христиан молиться о жертвах трагедии и анонсировал свой визит в Дакку, который должен был состояться в рамках дальневосточного турне понтифика. Позднее Ватикан пожертвовал 100 000 $ на нужды пострадавших.
К началу 1971 года в зоне бедствия продолжали работу четыре советских вертолёта, доставлявшие необходимые грузы в особо пострадавшие сектора. Советская авиатехника заменила в регионе британскую и американскую, работавшую здесь сразу после катастрофы.
Сингапур отправил группу военных медиков в Восточный Пакистан, которая прибыла в Читтагонг 1 декабря. Группа базировалась на острове Сандвип, где смогла оказать медицинскую помощь около 27 тысячам человек, и принимала участие в противооспной вакцинации населения. 22 декабря сингапурская миссия вернулась домой, оставив медикаментов на 50 000 $ и 15 тонн продовольственных запасов для жертв шторма. Кабинет министров Японии одобрил в декабре 1970 года выделение 1,65 миллиона долларов на гуманитарные нужды. Первый китайский авиарейс доставил в Восточный Пакистан партию груза в полмиллиона доз противохолерной вакцины, что не было необходимо, поскольку в стране были соответствующие запасы этого препарата. Позднее китайское правительство выслало Пакистану 1,2 миллиона долларов. Шах Мохаммед Реза Пехлеви выразил глубокие соболезнования народу Пакистана, сказав, что Иран воспринимает катастрофу как свою собственную, а также отправил спустя несколько дней после несчастья два самолёта с предметами первой необходимости. Многие другие небольшие и малоимущие азиатские страны откликнулись и внесли свой вклад.
Организация Объединённых Наций осуществила пожертвование в размере 2,1 миллиона долларов в виде продуктов питания и денежных средств, тем временем ЮНИСЕФ продолжила акцию и собрала ещё один миллион. Сразу после случившегося ЮНИСЕФ приступила к восстановлению системы водоснабжения в регионе стихийного бедствия, восстановив в течение нескольких следующих месяцев более 11 тысяч колодцев. Генеральный секретарь ООН У Тан в августе 1971 года объявил о формировании двух отдельных программ по оказанию помощи жертвам циклона Бхола и разразившейся вскоре после него гражданской войны. По его словам, 4 миллиона долларов предназначались на неотложные нужды, в дальнейшем планировалось собрать 29,2 миллиона долларов. Международная федерация обществ Красного Креста смогла собрать жертвам катастрофы 3,5 миллиона долларов к концу ноября 1970 года.
По подсчётам Всемирного банка для восстановления разрушенных циклоном районов понадобилось 185 миллионов долларов. Свои заключения банк представил пакистанскому правительству в виде исчерпывающего плана действий по ликвидации последствий. План включал в себя воссоздание жилого фонда, реконструкцию системы водоснабжения и инфраструктуры региона к доаварийному уровню. Он был разработан таким образом, чтобы потом стать частью гораздо более крупной существовавшей программы по борьбе с наводнениями. Также банк предоставил кредит в 25 миллионов долларов на восстановление экономики Восточного Пакистана и постройку защитных укрытий в прибрежных областях. Это был первый случай выделения кредита на реконструкцию Международной ассоциацией развития из Всемирного банка.
Всего, к началу декабря 1970 года, почти 40 миллионов долларов компенсации было собрано усилиями правительств 41 страны, организаций и частных инициативных групп.

#### Концерт для Бангладеш

Рекламный постер к фильму «Концерт для Бангладеш»

Гуманитарная катастрофа в Восточном Пакистане, вызванная разрушительным циклоном невиданной мощи и вспыхнувшей затем кровопролитной гражданской войной, произвела глубокое впечатление на современников. Бенгальский музыкант Рави Шанкар неоднократно обсуждал сложившуюся ситуацию со своим другом Джорджем Харрисоном, оба приходили к выводу о том, что следует как-то помочь. Харрисону понравилась идея Шанкара о небольшом благотворительном концерте, он стал обзванивать своих друзей с предложением поучаствовать в акции.
Концерт состоялся 1 августа 1971 года в нью-йоркском комплексе Медисон-сквер-гарден и состоял из двух частей, дневной и вечерней. Общая аудитория составила 40 000 человек. Помимо организаторов мероприятия, на сцене побывал целый ряд известных исполнителей того времени: Ринго Старр, Боб Дилан, Эрик Клэптон, Билли Престон, Леон Расселл, Али Акбар Хан и другие, а также британская группа Badfinger в полном составе. В результате концерта было собрано 243 418,50 долларов, которые были переданы в распоряжение Детского фонда ООН.
Во время обеих частей шоу велась видео- и аудиозапись, причём контроль за звукозаписью вёл влиятельный продюсер Фил Спектор. Эти материалы были изданы в виде тройного концертного альбома (дата выпуска — 20 декабря 1971) и видеофильма (был выпущен в продажу 23 марта 1972). И то, и другое творение за прошедшие годы неоднократно переиздавалось. Вскоре после поступления в продажу альбом пробился в музыкальные хит-парады разных стран мира, побывав на второй строчке национального хит-парада США и возглавив британский UK Albums Chart. Значимость диска была отмечена на 15-й церемонии музыкальной премии «Грэмми», где он получил статус «Альбома года».
В заключении стоит сказать, что, хотя этот концерт и был одним из первых мероприятий такого рода, своей цели он достиг и, более того, послужил прообразом для всех последующих благотворительных выступлений, концертов и фестивалей.

### Предупредительные меры
В декабре 1970 года федерация обществ Красного Креста представила проект плана действий для стран, подверженных воздействиям тропических циклонов. Одновременно представитель Красного Креста отметил, что спасатели, работавшие в Восточном Пакистане, имели недостаточную квалификацию, и потому федерация составит базу данных специалистов. Генеральная Ассамблея ООН приняла эти предложения и использовала для совершенствования возможностей оказания помощи странам, пострадавшим от стихийного бедствия.
С 1966 года общество Красного Полумесяца стало поддерживать разработку системы оповещения о надвигающемся циклоне, которая развилась в 1972 году в программу готовности к стихийным бедствиям, вызванным прохождением циклонов. Эта программа претворятся в жизнь правительством Бангладеш и национальным обществом Красного Полумесяца Бангладеш и поныне. Ключевыми пунктами программы являются поддержка и повышение уровня общественной осведомлённости об опасностях, связанных с циклонами, и подготовка персонала службы экстренной помощи в прибрежных районах страны.
По прошествии 30 лет со времени циклона Бхола побережье Бангладеш покрывают более двухсот специальных циклонных убежищ. Когда в 1991 году следующий разрушительный циклон стал приближаться к территории страны, многочисленные волонтёры из программы готовности к стихийным бедствиям стали предупреждать людей за два — три дня до выхода циклона на земную поверхность. Свыше 350 000 человек покинули свои дома и укрылись в убежищах либо других кирпичных постройках, тогда как другие искали спасения на возвышенностях. Хотя во время урагана 1991 года погибло более 138 000 человек, это было существенно меньшее количество жертв, чем в 1970 году, отчасти благодаря заблаговременным предупреждениям. К тому же шторм 1991 года обладал значительно большей разрушительной силой, общий ущерб от него равнялся 1,5 миллиардам долларов (2 миллиарда в нынешних ценах с учётом инфляции), что несопоставимо с 86,4 миллиона долларов (450 миллионов в нынешних цена с учётом инфляции) убытков от циклона Бхола.